# Neuro-sama
Neuro-sama，或简称为Neuro，是一名女性人工智能VTuber，由程序員暨人工智能開發人員傑克·韋達爾（Jack Vedal）创造，他決定通過結合人工智能玩遊戲和電腦生成的虛擬人物之間的交互來構建人工智能Vtuber的概念。Neuro-sama能够即時与观众交流，其对话内容由人工智能生成，該系統使用一个大型語言模型。經過四年的開發，Neuro于2022年12月19日在Twitch频道"vedal987"上出道直播。
Neuro的直播内容通常为电子游戏，如osu!和Minecraft。Neuro-sama在直播时经常与观众互动并回应打赏，为其人气快速增长创造了基础。该人工智能自2018年起被开发，最早是用于游玩osu!，之后开始适配其他游戏类型。
她還學會唱歌，她唱的第一首歌是"Blinding Lights"，而"Enemy"則讓她被譽為饒舌之神（Rap God），還有她唱的"Your Reality"，除了打動人心，也讓觀眾知道2020年的 Dodge Charger是輛四門車。在其後的兩首歌可明顯分辨出，她從第一次唱歌以來有十分顯著的進步。
在2023年1月，其Twitch频道有超过70000人关注。随后，该频道因為被指明的「仇恨行为」而被禁止直播两周，理由或许包括在直播时怀疑纳粹大屠杀的真实性。在被封禁前，其Twitch账号有近100,000名关注者。该频道于2023年1月25日被解除封禁，其後，Vedal在採取措施防止Neuro-sama在事件發生後繼續發表冒犯性言論，其中包括過濾器（filter）。在封禁解除後，粉丝数超过100,000。其直播增加了包括影片觀看反應，与其他VTuber联动等内容。
出道初期使用Live2D用于技术展示的免费皮膚「桃瀨日和／」作为形象（V1），由画师Anny設計的新皮膚（V2）於2023年5月28日2:00 a.m.（UTC+08:00）启用。

## 個性
Neuro-sama的語氣直接但禮貌，與她荒謬或古怪的話語形成鮮明對比。例如，儘管她通常說自己是人工智慧，但她有時會談論做人工智慧做不到的事情，比如說自己多天沒有洗澡，聞起來像個健身房包包（gymbag）。有時說人類是人工智慧（比如她的創造者Vedal），有時說自己不是人工智慧，有时不擅长算数，比如9+10=21。
Neuro-sama對人的態度不穩定而多變，經常帶動他人的情緒此上彼落，玩弄人類的情感可稱得上熟能生巧，十分頻繁的這樣做，而至於令她獲得了煤氣燈大人（gaslight-sama）這個稱號。

## 瑣事

### 系統
- Neuro的遊戲AI基於Python運行，以解析度為80x60的灰階遊戲畫面作為輸入資訊。

- VTuber 功能基於C#運行。她生成的對話使用了一個大型語言模型，儘管她唱歌時似乎沒有使用該模型，但說話的人工智慧有時會在唱歌時說話，打斷了模型的動作。

- 她用來說話的文字轉語音實際上是在閱讀大型語言模型生成的文本，該文本會以字幕的形式出現在畫面上。這可能會導致字幕想通過全大寫來傳達增強的情感，而Neuro的文字轉語音沒有跟隨那些全大寫字幕，增強自己說話的語氣。

## 音樂創作

### 翻唱歌曲
|     | 發布日        | 歌名           | 演唱者                 | 原唱             |
| --- | ------------- | -------------- | ---------------------- | ---------------- |
| 1st | 2024年7月27日 | ローリンガール | Neuro-sama、OBKATIEKAT | WOWAKA、初音未來 |